# Eishockey-Landesliga Bayern/Saisonübersichten
Dieser Artikel dient zur Darstellung von Saisonübersichten der Eishockey-Landesliga Bayern. Ligastart war die Saison 1948/49.
Vor Einführung der Bayernliga waren die Landesligameister von 1949 bis 1968 auch „Bayerischer Meister“.
Spielklassenverlauf: Zweitklassig von Gründung bis 1958 – Drittklassig von 1958/59 bis 1961 – Viertklassig von 1961/62 bis 1968 – Fünftklassig 1968/69 bis 1974 – Sechstklassig 1974/75 bis 1994 – Fünftklassig 1994/95 bis 1998 – Sechstklassig von 1998/99 bis 2002 – Fünfte Spielklasse wieder seit 2002/03
Als Unterbau der Landesliga diente die Kreisliga Bayern, bis sie 1991 von der Bayerischen Bezirksliga ersetzt wurde.

## Saison 2025/26
- 78. Ausspielung – 5. Spielklasse – 20. Mannschaften
- BayerischerLandesligameister:
- Bayr. Landesliga Vizemeister:
- Bayr. Landesliga 3. Platz:
- Bayr. Landesliga 4. Platz:
- Aufsteiger: (Saison in Vorbereitung)
- Absteiger: (Saison in Vorbereitung)
- Finale:
- Nicht mehr dabei:  ESV Burgau (BYL-Aufsteiger)
- Neu dabei: EHC Stiftland Mitterteich ( BBzL-Aufsteiger)

## Saison 2024/25
- 77. Ausspielung – 5. Spielklasse – 20. Mannschaften
- BayerischerLandesligameister: ESV Burgau
- Bayr. Landesliga Vizemeister: Wanderers Germering
- Bayr. Landesliga 3. Platz: EV Pegnitz
- Bayr. Landesliga 4. Platz:  ERC Sonthofen
- Aufsteiger:  ESV Burgau
- Absteiger: keiner
- Finale: ESV Burgau : Wanderers Germering 3:0 (7:2, 9:4, 8:1)

## Saison 2023/24
- 76. Ausspielung – 5. Spielklasse – 20. Mannschaften
- BayerischerLandesligameister: EHC Waldkraiburg
- Bayr. Landesliga Vizemeister:  ESV Burgau
- Bayr. Landesliga 3. Platz:  ERC Sonthofen
- Bayr. Landesliga 4. Platz:  ESC Haßfurt
- Aufsteiger: EHC Waldkraiburg
- Absteiger: ESC Vilshofen
- Finale: ESV Burgau : EHC Waldkraiburg 2 : 3 (5:4P, 2:4, 5:6, 5:3, 2:3 V)
- Playdown: nicht ausgespielt

## Saison 2022/23
- 75. Ausspielung – 5. Spielklasse, – 19. Mannschaften
- Bayerischer Landesligameister: EV Dingolfing
- Bayr. Landesliga Vizemeister:  ERC Haßfurt Hawks
- Bayr. Landesliga 3. Platz:  ERC Sonthofen
- Bayr. Landesliga 4. Platz:  ESV Burgau
- Finale: ERC Haßfurt : EV Dingolfing 2 : 3
- Aufsteiger: EV Dingolfing
- Playdown: TSV Schliersee : SC Forst 1 : 2 (0:1, 3:2, 4:8)
- Absteiger: TSV Schliersee

## Saison 2021/22
- 74. Ausspielung – 5. Spielklasse – 20. Mannschaften
- BayerischerLandesligameister: SC Reichersbeuern
- Bayr. Landesliga Vizemeister: EV Pegnitz
- Bayr. Landesliga 3. Platz:  ESC Haßfurt ESC Haßfurt
- Bayr. Landesliga 4. Platz: Wanderers Germering
- Finale: EV Pegnitz : SC Reichersbeuern 4 : 7 (best-of-two)
- Aufsteiger in die Bayernliga 2022/23 EV Pegnitz
- Absteiger: SE Freising (Rückzug)

## Saison 2020/21
- 73. Ausspielung – 5. Spielklasse – 20. Mannschaften
- Saisonabbruch
- BayerischerLandesligameister: nicht ausgespielt
- Bayr. Landesliga Vizemeister:
- Bayr. Landesliga 3. Platz:
- Bayr. Landesliga 4. Platz:
- Aufsteiger keine
- Absteiger: keine

## Saison 2019/20
- 72. Ausspielung – 5. Spielklasse – 22. Mannschaften
- BayerischerLandesligameister: ESV Buchloe
- Bayr. Landesliga Vizemeister: ESC Kempten
- Bayr. Landesliga 3. Platz: VfE Ulm/Neu-Ulm
- Bayr. Landesliga 4. Platz:  ERSC Amberg
- Finale: nicht ausgespielt
- Aufsteiger Plätze 1. bis 4
- Absteiger: TSV Farchant (Rückzug)

## Saison 2018/19
- 71. Ausspielung – 5. Spielklasse – 21. Mannschaften
- BayerischerLandesligameister: ESV Buchloe
- Bayr. Landesliga Vizemeister: EC Pfaffenhofen
- Bayr. Landesliga 3. Platz: VfE Ulm/Neu-Ulm
- Bayr. Landesliga 4. Platz:  ERSC Amberg
- Finale: EC Pfaffenhofen : ESV Buchloe 1 : 2
- Aufsteiger in die Bayernliga 2019/20: EC Pfaffenhofen
- Playdown: EV Bad Wörishofen : TSV Trostberg 1:2
- Absteiger: keine

## Saison 2017/18
- 70. Ausspielung – 5. Spielklasse – 23. Mannschaften
- Bayerischer Landesligameister: Bad Kissinger Wölfe
- Bayr. Landesliga Vizemeister:  EHC Klostersee
- Bayr. Landesliga 3. Platz: EHC Königsbrunn
- Bayr. Landesliga 4. Platz:  ERV Schweinfurt
- Finale: EHC Klostersee : EC Bad Kissinger Wölfe 1:2 (6:3, 1:3, 1:3)
- Aufsteiger in die Bayernliga 2018/19: Die Plätze 1 bis 4
- Absteiger: EHC Straubing

## Saison 2016/17
- 69. Ausspielung – 5. Spielklasse – 24. Mannschaften
- BayerischerLandesligameister: EV Füssen
- Bayr. Landesliga Vizemeister: EC Bad Kissingen
- Bayr. Landesliga 3. Platz: EHC Königsbrunn
- Bayr. Landesliga 4. Platz: EV Dingolfing
- Finale: Bad Kissinger Wölfe : EV Füssen 0 : 2
- Aufstiegsrelegation Wanderers Germering : EC Bad Kissinger Wölfe 1 : 2
- Aufsteiger:  EV Füssen, EC Bad Kissingen
- Playdown: EHC Nürnberg : VER Selb 1b 0 : 2
- Absteiger:  EHC 80 Nürnberg

## Saison 2015/16
- 68. Ausspielung – 5. Spielklasse – 27. Mannschaften
- BayerischerLandesligameister: TSV Erding
- Bayr. Landesliga Vizemeister: EHF Passau
- Bayr. Landesliga 3. Platz: EA Schongau
- Bayr. Landesliga 4. Platz: ERV Schweinfurt
- Finale: Passau Black Hawks - TSV Erding 0:2 (0:8,2:5)
- Aufstiegsrelegation: Passau Black Hawks - Wanderers Germering 1:2 (2:4, 3:2, 2:5)
- Aufsteiger: TSV Erding, EHF Passau, EA Schongau
- Absteiger: EHC Bayreuth 1b, DEC Frillensee Inzell, SG Schliersee/Miesbach, EC Oberstdorf

## Saison 2014/15
- 67. Ausspielung – 5. Spielklasse – 28. Mannschaften
- BayerischerLandesligameister: EV Pegnitz
- Bayr. Landesliga Vizemeister: TuS Geretsried
- Bayr. Landesliga 3. Platz: EA Schongau
- Bayr. Landesliga 4. Platz: ESC Vilshofen
- Finale: TuS Geretsried - EV Pegnitz 3:8 (2:4,1:4)
- Aufstiegsrelegation: EV Moosburg - TuS Geretsried 0:2 (0:7, 1:2)
- Aufsteiger: EV Pegnitz, TuS Geretsried
- Absteiger: ERC Regen, SC Riessersee 1b, EV Regensburg 1b (Rückzug)

## Saison 2013/14
- 66. Ausspielung – 5. Spielklasse – 26. Mannschaften
- BayerischerLandesligameister: EV Landsberg
- Bayr. Landesliga Vizemeister: EV Pegnitz
- Bayr. Landesliga 3. Platz: ESC Vilshofen
- Bayr. Landesliga 4. Platz: TuS Geretsried
- Finale: EV Pegnitz - EV Landsberg 3: 9 (2:4,1:5)
- Aufsteiger:  EV Landsberg
- Absteiger: keine

## Saison 2012/13
- 65. Ausspielung – 5. Spielklasse – 27. Mannschaften
- BayerischerLandesligameister: EV Pfronten
- Bayr. Landesliga Vizemeister: EV Dingolfing
- Bayr. Landesliga 3. Platz:  ESC Haßfurt
- Bayr. Landesliga 4. Platz: EHC Stiftland Mitterteich
- Aufsteiger: ESC Haßfurt, EHC Mitterteich, ERC Regen
- Absteiger: keine
- Finale: EV Dingolfing - EV Pfronten 4 : 5 (3:3,1:2)
- Meisterschaft und Aufstieg wurden getrennt ausgespielt.

## Saison 2011/12
- 64. Ausspielung – 5. Spielklasse – 28. Mannschaften
- BayerischerLandesligameister: EV Moosburg
- Bayr. Landesliga Vizemeister: EV Pfronten
- Bayr. Landesliga 3. Platz:  Höchstadter EC
- Bayr. Landesliga 4. Platz:  EV Landsberg
- Aufsteiger:  EV Moosburg, Höchstadter EC
- Absteiger:  Augsburger EV 1b, ESV Gebensbach
 ESV Waldkirchen (Rückzug)
- Finale: EV Pfronten - EV Moosburg 5 : 22 (1:9, 4:13)

## Saison 2010/11
- 63. Ausspielung – 5. Spielklasse – 27. Mannschaften
- BayerischerLandesligameister: EHC Nürnberg
- Bayr. Landesliga Vizemeister: ESV Waldkirchen
- Bayr. Landesliga 3. Platz: EHC Waldkraiburg
- Bayr. Landesliga 4. Platz:  TSV Schongau
- Finale: ESV Waldkirchen : EHC 80 Nürnberg 8:9 (7:2, 1:7)
- Aufsteiger:  EHC Nürnberg, EHC Waldkraiburg
- Absteiger:  ERSC Ottobrunn, EC Senden (Rückzug)

## Saison 2009/10
- 62. Ausspielung – 5. Spielklasse – 33. Mannschaften
- BayerischerLandesligameister: EV Weiden
- Bayr. Landesliga Vizemeister: Wanderers Germering
- Bayr. Landesliga 3. Platz: EV Lindau
- Bayr. Landesliga 4. Platz: EHC Königsbrunn
- Finale: Wanderers Germering : EV Weiden 7:12 (5:4, 2:8)
- Aufsteiger:  EV Weiden, Wanderers Germering, EV Lindau
- Absteiger:  ERSC Amberg, Münchner EK, EHC Straubing
- Rückzug ERC Lechbruck und SVG Burgkirchen

## Saison 2008/09
- 61. Ausspielung – 5. Spielklasse – 32. Mannschaften
- BayerischerLandesligameister: EHC Bayreuth
- Bayr. Landesliga Vizemeister:  EV Regensburg
- Bayr. Landesliga 3. Platz: EV Lindau
- Bayr. Landesliga 4. Platz: SVG Burgkirchen
- Aufsteiger: EHC Bayreuth, EV Regensburg
- Absteiger:  EHC Regensburg, EHC Mitterteich
 EV Bad Wörishofen, EV Mittenwald, SC Reichersbeuern
- Finale: EV Regensburg : EHC Bayreuth 2:7 (1:5, 1:2)

## Saison 2007/08
- 60. Ausspielung – 5. Spielklasse – 32. Mannschaften
- BayerischerLandesligameister: ESV Buchloe
- Bayr. Landesliga Vizemeister: EV Dingolfing
- Bayr. Landesliga 3. Platz: EHC Bayreuth (A)
- Bayr. Landesliga 4. Platz: SVG Burgkirchen
- Aufsteiger: ESV Buchloe, EV Dingolfing
- Absteiger: ESV Würzburg,  DEC Inzell

## Saison 2006/07
- 59. Ausspielung − 5. Spielklasse − 32. Mannschaften
- BayerischerLandesligameister:  EHC 80 Nürnberg
- Bayr. Landesliga Vizemeister: Wanderers Germering
- Bayr. Landesliga 3. Platz: VER Selb
- Bayr. Landesliga 4. Platz: EV Pfronten
- Aufsteiger: EV Pfronten, Wanderers Germering, EHC 80 Nürnberg, VER Selb
- Absteiger: EC Bad Kissingen, EV Bruckberg,  TSV Kottern (Rückzug)
- Finale: Wanderers Germering - EHC 80 Nürnberg 11 : 12 (6:7, 5:5)

## Saison 2005/06
- 58. Ausspielung – 5. Spielklasse – 32. Mannschaften
- BayerischerLandesligameister: EHF Passau
- Bayr. Landesliga Vizemeister: EC Ulm/Neu-Ulm
- Bayr. Landesliga 3. Platz:  ERV Schweinfurt
- Bayr. Landesliga 4. Platz:  EHC Nürnberg
- Aufsteiger: EC Ulm/Neu-Ulm, EHF Passau, ERV Schweinfurt
- Absteiger: EC Erkersreuth, ESV Bad Bayersoien
 ESV Gebensbach, EC Bad Reichenhall
- Finale: EC Ulm/Neu-Ulm - EHF Passau 6 : 13 (2:8, 4:5)

## Saison 2004/05
- 57. Ausspielung – 5. Spielklasse – 32. Mannschaften
- BayerischerLandesligameister:  ECDC Memmingen
- Bayr. Landesliga Vizemeister:  Deggendorfer SC
- Bayr. Landesliga 3. Platz: Wanderers Germering
- Bayr. Landesliga 4. Platz: EC Ulm/Neu-Ulm
- Aufsteiger: ECDC Memmingen, Deggendorfer SC
- Absteiger: ERC Ingolstadt 1b, EV Bad Wörishofen
 ASV Dachau, EHC Bad Aibling
- Finale: Deggendorfer SC - ECDC Memmingen 6 : 7 (1:2, 5:5)

## Saison 2003/04
- 56. Ausspielung – 5. Spielklasse – 32. Mannschaften
- BayerischerLandesligameister:  TSV Erding
- Bayr. Landesliga Vizemeister: EV Pegnitz
- Bayr. Landesliga 3. Platz: TSV Peißenberg
- Bayr. Landesliga 4. Platz: EV Fürstenfeldbruck
- Aufsteiger: Erding, Pegnitz, Peißenberg, Fürstenfeldbruck
- Absteiger:  EHC Regensburg, VfL Denklingen, ERC Regen
 TSV Schliersee
- Finale: EV Pegnitz - TSV Erding 4 : 11 (2:7, 2:4)

## Saison 2002/03
- 55. Ausspielung – 5. Spielklasse – 31. Mannschaften
- BayerischerLandesligameister: TuS Geretsried 1b
- Bayr. Landesliga Vizemeister: Wanderers Germering
- Bayr. Landesliga 3. Platz: EV Pegnitz
- Bayr. Landesliga 4. Platz:  Deggendorfer SC
- Aufsteiger: fett gedruckt
- Absteiger: ESV Würzburg, ESV Türkheim, ERC Ingolstadt 1b (Rückzug)
- Finale: Wanderers Germering - TuS Geretsried 1b 5 : 10 (1:4, 4:6)

Die Landesliga wurde wieder fünftklassig.

## Saison 2001/02
- 54. Ausspielung – 6. Spielklasse – 31. Mannschaften
- BayerischerLandesligameister:  EV Landsberg
- Bayr. Landesliga Vizemeister: SB Rosenheim
- Bayr. Landesliga 3. Platz: EV Pegnitz
- Bayr. Landesliga 4. Platz: Wanderers Germering
- Aufsteiger: fett gedruckt
- Absteiger: 1. EC Senden, EC Oberstdorf, ASV Dachau (Rückzug)
- Finale: SB Rosenheim - EV Landsberg 1b 5 : 10 (4:3, 1:7)

Die Landesliga wurde ab der Folgesaison wieder fünftklassig.

## Saison 2000/01
- 53. Ausspielung – 6. Spielklasse – 32. Mannschaften
- BayerischerLandesligameister: TSV Schliersee
- Bayr. Landesliga Vizemeister:  EV Regensburg 1b
- Bayr. Landesliga 3. Platz: EV Lindau
- Bayr. Landesliga 4. Platz: ESV Würzburg
- Aufsteiger: fett gedruckt
- Absteiger: SV Apfeldorf und vier Rückzieher aus dem BEV.
- Finale: EV Regensburg 1b - TSV Schliersee 6 : 9 (2:5 4:4)

## Saison 1999/2000
- 52. Ausspielung – 6. Spielklasse,
- Bayerischer Landesligameister: EHC Waldkraiburg
- Bayr. Landesliga Vizemeister:  HC München 98
- Bayr. Landesliga 3. Platz:  ERC Sonthofen 99
- Bayr. Landesliga 4. Platz: SC Reichersbeuern
- Aufsteiger: fett gedruckt
- Neu in der Liga: EV Lindau (Bayernligaabsteiger)
 HC München 98 (Bezirksligaaufsteiger)

## Saison 1998/99
- 51. Ausspielung –  6. Spielklasse
- Bayerischer Landesligameister: EV Pfronten
- Aufsteiger Gruppe Nord: ESC Vilshofen
- Aufsteiger Gruppe Ost: SVG Burgkirchen
- Aufsteiger Gruppe Süd: kein Aufsteiger
- Aufsteiger Gruppe West: EV Pfronten

Mit Einführung der Bundesliga 1998/99 als zweithöchste Liga wurde die Landesliga wieder sechstklassig. Nicht mehr dabei waren die drei Aufsteiger der Vorsaison. Neu hinzukamen die Bayernligaabsteiger ESC Vilshofen, Frillensee-Inzell, EV Germering und der Bezirksligaaufsteiger EV Pfronten.
| Saison  | Gruppe 1 (Nord)   | Gruppe 2 (Ost)  | Gruppe 3 (Süd)        | Gruppe 4 (West)  | Bayr. LL-Meister | Liga |
| ------- | ----------------- | --------------- | --------------------- | ---------------- | ---------------- | ---- |
| 1998/99 | ESC Vilshofen (A) |                 |                       | EV Pfronten (N)  | EV Pfronten      | V I  |
|         |                   | SVG Burgkirchen | Frillensee-Inzell (A) | EV Germering (A) |                  |      |

Aufsteiger in die Bayernliga fett gedruckt.

## Saison 1997/98
- 50. Ausspielung – 5. Spielklasse
- Bayerischer Landesligameister: Augsburger EV 1b
- Aufsteiger Gruppe Nord:  ERV Schweinfurt
- Aufsteiger Gruppe Ost: ERSC Ottobrunn
- Aufsteiger Gruppe Süd: Augsburger EV 1b
- Aufsteiger Gruppe West: kein Aufsteiger

Dies sollte vorerst die letzte Saison als fünfthöchste Spielklasse im deutschen Ligensystem sein. Nicht mehr dabei waren die drei Aufsteiger der Vorsaison. Neu hinzukamen der Absteiger aus der Bayernliga mit dem EV Bad Wörishofen und die Aufsteiger aus der Bezirksliga mit dem ERV Schweinfurt und dem SV Apfeldorf.
| Saison  | Gruppe 1 (Nord)     | Gruppe 2 (Ost)  | Gruppe 3 (Süd)   | Gruppe 4 (West)       | Bayr. LL-Meister | Liga |
| ------- | ------------------- | --------------- | ---------------- | --------------------- | ---------------- | ---- |
| 1997/98 | ERV Schweinfurt (N) | SVG Burgkirchen | Augsburger EV 1b | EV Berchtesgaden      | Augsburger EV 1b | V    |
|         |                     | ERSC Ottobrunn  | SV Apfeldorf (N) | EV Bad Wörishofen (A) |                  |      |

Aufsteiger in die Bayernliga fett gedruckt.

## Saison 1996/97
- 49. Ausspielung – 5. Spielklasse – 27 Mannschaften
- Bayerischer Landesligameister und Gruppensieger Ost: ESC München
- Gruppensieger Nord  Höchstadter EC
- Gruppensieger Süd: EHC Bad Aibling
- Gruppensieger West: EV Lindau
- Aufsteiger in die Bayernliga 1997/98 waren alle Gruppensieger

Nicht mehr dabei waren die Aufsteiger der Vorsaison ESV Bayreuth, EHC Memmingen und der EV Dingolfing. Neu dabei waren die Absteiger aus der Bayernliga mit dem SC Bad Kissingen und dem EV Pegnitz. Neu hinzukam der SC Reichersbeuern als einziger Aufsteiger aus der Bezirksliga.
Teilnehmer
| Gruppe 1 (Nord)                                                                                           | Gruppe 2 (Ost)                                                                                         | Gruppe 3 (Süd) | Gruppe 4 (West)                                                                                          |
| --- | --- | --- | --- |
|  Höchstadter EC - SC Bad Kissingen (A) - EV Pegnitz (A) - EHC Mitterteich - ESV Würzburg - EC Erkersreuth |  ESC Munich - ERC Regen - ESC Munich - ESV Waldkirchen - EV Bruckberg - ESV Gebensbach - TSV Erding 1b |  EHC Bad Aibling - SV Gendorf - EC Schwaig - ESC Holzkirchen - EV Mittenwald - TSV Schliersee - Wanderers Germering 1b |  EV Lindau - MTV Dießen - Augsburger EV 1b - SC Reichersbeuern (N) - VfL Denklingen - ESV Bad Bayersoien |

(A) = Absteiger aus der Bayernliga, (N) = Neu in der Liga  Gruppensieger und Aufsteiger

## Saison 1995/96
- 48. Ausspielung – 5. Spielklasse – 26 Mannschaften
- Bayerischer Landesligameister:  EV Dingolfing
- Bayr. Landesliga Vizemeister:  ESV Bayreuth
- Bayr. Landesliga 3. Platz:   EHC Memmingen
- Bayr. Landesliga 4. Platz: MTV Dießen
- Aufsteiger: fett gedruckt

## Saison 1994/95
- 47. Ausspielung – 5. Spielklasse (neu eingestuft) – 21 Mannschaften
- Bayerischer Landesligameister: EA Kempten
- Aufsteiger: EA Kempten
- Absteiger: 4

## Saison 1993/94
- 46. Ausspielung – 6. Spielklasse – 27 Mannschaften
- Bayerischer Landesligameister: EV Fürstenfeldbruck
- Bayr. Landesliga Vizemeister:  EA Kempten 1b
- Bayr. Landesliga 3. Platz: ESC Holzkirchen
- Bayr. Landesliga 4. Platz: ESV Würzburg
- Aufsteiger: EV Fürstenfeldbruck
- Absteiger: 12

## Saison 1992/93
- 45. Ausspielung* – 6. Spielklasse – 33 Mannschaften
- Bayerischer Landesligameister: EHC Bad Aibling
- Bayr. Landesliga Vizemeister: ESV Würzburg
- Bayr. Landesliga 3. Platz: ASV Dachau
- Bayr. Landesliga 4. Platz: TSV Marktoberdorf
- Finale: ESV Würzburg - EHC Bad Aibling 3 : 7
- Aufsteiger: 4
- Absteiger: 5

## Saison 1991/92
- 44. Ausspielung – 6. Spielklasse – 35 Mannschaften
- Bayerischer Landesligameister: EV Berchtesgaden
- Gruppensieger Nord:  EV Weiden 1b
- Gruppensieger Ost: ERC Regen
- Gruppensieger Süd: EV Berchtesgaden
- Gruppensieger West: EV Lindau
- Aufsteiger: ERC Regen, EV Lindau, EC Oberstdorf
 EV Berchtesgaden

## Saison 1990/91
- 43. Ausspielung – 6. Spielklasse – 35 Mannschaften
- Bayerischer Landesligameister: EV Mittenwald
- Bayr. Landesliga Vizemeister: SC Ergolding
- Bayr. Landesliga 3. Platz: EC Erkersreuth
- Bayr. Landesliga 4. Platz: TSV Marktoberdorf
- Aufsteiger: EC Erkersreuth, ESV Burgau
 EV Mittenwald, EC Ulm/Neu-Ulm

## Saison 1989/90
- 42. Ausspielung – 6. Spielklasse – 28 Mannschaften
- Bayerischer Landesligameister:   ERC Haßfurt
- Bayr. Landesliga Vizemeister: ESV Buchloe
- Bayr. Landesliga 3. Platz: EC Planegg
- Bayr. Landesliga 4. Platz: ERC Ingolstadt
- Aufsteiger:  7 Mannschaften

## Saison 1988/89
- 41. Ausspielung – 6. Spielklasse – 43 Mannschaften
- Bayerischer Landesligameister:   ERV Schweinfurt
- Bayr. Landesliga Vizemeister: ESC Vilshofen
- Bayr. Landesliga 3. Platz: SV Hohenfurch
- Bayr. Landesliga 4. Platz: EC Schwaig
- Aufsteiger:  9 Mannschaften
- Absteiger:  6 Mannschaften

## Saison 1987/88
- 40. Ausspielung – 6. Spielklasse – 41 Mannschaften
- Bayerischer Landesligameister: ERC Selb
- Bayr. Landesliga Vizemeister: EV Berchtesgaden
- Bayr. Landesliga 3. Platz: ASV Dachau
- Bayr. Landesliga 4. Platz: VfL Denklingen
- Aufsteiger ERC Selb
- Rückzieher  TSV Kottern, EV Berchtesgaden, Kulmbacher EC

## Saison 1986/87
- 39. Ausspielung – 6. Spielklasse – 37 Mannschaften
- Bayerischer Landesligameister: Kulmbacher EC
- Bayr. Landesliga Vizemeister:  EV Füssen 1b
- Bayr. Landesliga 3. Platz: VfL Waldkraiburg
- Bayr. Landesliga 4. Platz: EC Pfaffenhofen
- Aufsteiger fett gedruckt
- Rückzieher EV Füssen 1b, SV Hof, TSV Dietramszell

## Saison 1985/86
- 38. Ausspielung – 6. Spielklasse – 36 Mannschaften
- Bayerischer Landesligameister: EC Bad Reichenhall
- Bayr. Landesliga Vizemeister: EV Pegnitz
- Bayr. Landesliga 3. Platz: ESV Buchloe
- Bayr. Landesliga 4. Platz: ERC Regen
- Aufsteiger Die Plätze eins bis vier
- Absteiger/Rückzieher SV Bayreuth 1b, SG Geisenhausen

## Saison 1984/85
- 37. Ausspielung – 6. Spielklasse – 40 Mannschaften
- Bayerischer Landesligameister: TSV Schliersee
- Bayr. Landesliga Vizemeister: EV Bad Wörishofen
- Bayr. Landesliga 3. Platz: ERC Lechbruck
- Bayr. Landesliga 4. Platz:  EV Regensburg 1b
- Aufsteiger: Die Plätze 1 bis 4 und 6 bis 8 der Meisterrunde, dazu der EHC Bad Aibling.
 Acht Aufsteiger deshalb, da die Bayernliga auf 14 Mannschaften erweitert wurde.
- Absteiger/Rückzieher:  ESC Dorfen 1b  EHC 80 Nürnberg 1b, EHC 82 Würzburg, EV Grafenhaun

## Saison 1981/82 bis 1983/84
- 51. Ausspielung 1983/84, 6. Spielklasse, 5 Aufsteiger
- Bayerischer Landesligameister:  EC Hedos München
- 50. Ausspielung 1982/83, 6. Spielklasse, 4 Aufsteiger
- Bayerischer Landesligameister: EV Dingolfing
- 49. Ausspielung 1981/82, 6. Spielklasse, 4 Aufsteiger
- Bayerischer Landesligameister:  ESC Dorfen

Gruppensieger, Landesligameister und Aufsteiger
| Saison   | Gruppe 1 (Nord)  | Gruppe 2 (Ost)   | Gruppe 3 (Süd)    | Gruppe 4 (West)   |
| -------- | ---------------- | ---------------- | ----------------- | ----------------- |
| 1983/84  | ATSV Kulmbach    | EC Hedos München | TuS Geretsried 1b | TSV Königsbrunn   |
| 2. Platz | EV Germering     |                  |                   |                   |
| 1982/83  | Deggendorfer EC  | EV Dingolfing    | TSV Trostberg     |                   |
| 2. Platz | EV Regensburg 1b |                  |                   |                   |
| 1981/82  | SV Hof           | ESC Dorfen       | EV Mittenwald     | EHC Straubing (A) |
| 2. Platz |                  |                  |                   |                   |

 Bayerischer Landesligameister und Aufsteiger, Aufsteiger in die Bayernliga fett gedruckt.

## Saison 1980/81
- 33. Ausspielung – 6. Spielklasse,
- Bayerischer Landesligameister:  EHC 80 Nürnberg
- Bayr. Landesliga Vizemeister:  TSV Erding
- Bayr. Landesliga 3. Platz:  EV Moosburg
- Bayr. Landesliga 4. Platz: EV Germering
- Aufsteiger: EHC Nürnberg, TSV Erding, EV Moosburg, EV Germering

## Saison 1978/79 bis 1979/80
- 32. Ausspielung 1979/80, 6. Spielklasse, 2 Aufsteiger
- Bayerischer Landesligameister: SC Reichersbeuern
- 31. Ausspielung 1978/79, 6. Spielklasse, 4 Aufsteiger
- Bayerischer Landesligameister: TSV Marktoberdorf

Gruppensieger, Landesligameister und Aufsteiger
| Saison   | Gruppe 1 (Nord) | Gruppe 2 (Ost) | Gruppe 3 (Süd)     | Gruppe 4 (West)   |
| -------- | --------------- | -------------- | ------------------ | ----------------- |
| 1979/80  | EC Erkersreuth  | ESC Dorfen     | SC Reichersbeuern  | ESV Buchloe       |
| 2. Platz |                 |                |                    |                   |
| 1978/79  | ERV Schweinfurt | ESC Vilshofen  | EC Holzkirchen     | TSV Marktoberdorf |
| 2. Platz |                 |                | ESV Bad Bayersoien | SC Memmingen      |

 Bayerischer Landesligameister und Aufsteiger, Aufsteiger in die Bayernliga fett gedruckt.

## Saison 1977/78
- 30. Ausspielung – 6. Spielklasse
- BayerischerLandesligameister: TSV Hopferau
- Bayr. Landesliga Vizemeister: SV Burgau
- Aufsteiger: TSV Hopferau, ESV Burgau, EC Geisenhausen, SV Bayreuth
- Nachrücker: Die  EA Kempten kam zu den Aufsteigern noch als Nachrücker hinzu.

## Saison 1968/69 bis 1976/77
- Saison: 1976/77, Ausspielung: 29. Spielklasse: 6., Bayr. Landesligameister: ETC Höhenkirchen
 Aufsteiger: SV Gendorf, TSV Farchant und ERC Ingolstadt 1b
- Saison: 1975/76, Ausspielung: 28. Spielklasse: 6., Bayr. Landesligameister: TSV Hohenpeißenberg
 Aufsteiger: EA Schongau, TSV Hohenpeißenberg und TSV Trostberg
- Saison: 1974/75, Ausspielung: 27. Spielklasse: 6., Bayr. Landesligameister: EV Pegnitz
 Aufsteiger: VfL Waldkraiburg, EV Pegnitz und SC Gaißach
- Saison: 1973/74, Ausspielung: 26. Spielklasse: 5., Bayr. Landesligameister: TuS Geretsried
 Aufsteiger: TuS Geretsried (als Aufsteiger eine Liga übersprungen)
- Saison: 1972/73, Ausspielung: 25. Spielklasse: 5., Bayr. Landesligameister: EV Bad Wörishofen
 Aufsteiger: EV Pegnitz, EV Bad Wörishofen und ESV Buchloe
- Saison: 1971/72, Ausspielung: 24. Spielklasse: 5., Bayr. Landesligameister: TSV Schliersee
 Aufsteiger: TSV Schliersee
- Saison: 1970/71, Ausspielung: 23. Spielklasse: 5., Bayr. Landesligameister: VER Selb
 Aufsteiger: SV Hohenfurch, und VER Selb (als Aufsteiger eine Liga übersprungen)
- Saison: 1969/70, Ausspielung: 22. Spielklasse: 5., Bayr. Landesligameister: TSV Peißenberg
 Aufsteiger: EC Peiting, TSV Peißenberg und Münchener EV
- Saison: 1968/69, Ausspielung: 21. Spielklasse: 5., Bayr. Landesligameister: DEC Inzell
 Aufsteiger: EA Schongau, DEC Inzell und TSV Farchant

## Saison 1948 bis 1968
1948 wurde die Bayerische Landesliga eingeführt. Der Landesligameister war bis 1968 auch Bayerischer Meister. Dieser Titel wird seit 1969, mit Einführung der neuen höchsten bayerischen Spielklasse, in der Eishockey-Bayernliga vergeben.
- Saison 1948/49 bis 1957/58 Bayerische Meisterschaft als zweithöchste Spielklasse mit Aufstiegsrecht in die Eishockey-Oberliga (1. Liga).
- Saison 1958/59 bis 1960/61 Bayerische Meisterschaft als dritthöchste Spielklasse mit Aufstiegsrecht in die Eishockey-Oberliga (2. Liga).
- Saison 1961/62 bis 1963/64 Bayerische Meisterschaft als vierthöchste Spielklasse mit Aufstiegsrecht in die Eishockey-Gruppenliga (3. Liga).
- Saison 1964/65 bis 1967/68 Bayerische Meisterschaft als vierthöchste Spielklasse mit Aufstiegsrecht in die Eishockey-Regionalliga (3. Liga).

| Landesliga-Saison | Bayerischer Meister | Vizemeister    | Klasse | Endrundeninfo |
| ----------------- | ------------------- | -------------- | ------ | --- |
| 1967/68           | EV Berchtesgaden    | EV Regensburg  | I V    | Berchtesgaden steigt in die Natureis-Bayernliga. Regensburg und der EC Bad Tölz 1. b steigen in die drittklassige Regionalliga auf.                  |
| 1966/67           | SC Reichersbeuern   | VER Selb       | I V    | Beide steigen in die drittklassige Regionalliga auf.                                                                                                 |
| 1965/66           |                     |                | I V    | Da die Regionalliga zur Saison 1966/67 von vier auf zwei Gruppen reduziert wurde, gab es keine Aufsteiger.                                           |
| 1964/65           | SV Hohenfurch       |                | I V    | Klostersee, Garmisch und Lechbruck steigen in die neue drittklassige Regionalliga auf.                                                               |
| 1963/64           | Augsburger EV       | EHC Klostersee | I V    | Augsburger steigt in die drittklassige Gruppenliga auf.                                                                                              |
| 1962/63           | Münchener EV        |                | I V    | München steigt in die drittklassige Gruppenliga auf.                                                                                                 |
| 1961/62           | EV Rosenheim        |                | I V    | Rosenheim steigt in die neue drittklassige Gruppenliga auf.                                                                                          |
| 1960/61           | EC Oberstdorf       |                | I I I  | Oberstdorf (Dt. LL-Vizemeister) stieg in die Oberliga (2. Liga) auf und die Plätze 2 bis 6 waren Gründungsmitglieder der neuen Gruppenliga (3. Liga) |
| 1959/60           | ERC Sonthofen       |                | I I I  | Sonthofen (Deutscher Landesligameister) steigt in die Oberliga auf.                                                                                  |
| 1958/59           | EV Landsberg        | HG/SG Nürnberg | I I I  | Landsberg (auch süddt. Meister) und Nürnberg steigen in die Oberliga auf.                                                                            |
| 1957/58           | SC Ziegelwies       | TEV Miesbach   | I I    | Ziegelwies (auch süddt. Meister) und Miesbach steigen in die Oberliga auf.                                                                           |
| 1956/57           | EV Landshut         |                | I I    | Landshut (auch süddt. Meister) steigt in die erstklassige Oberliga auf.                                                                              |
| 1955/56           | ESV Kaufbeuren      | HG Nürnberg    | I I    | Kaufbeuren (Süddt. Vizemeister) steigt in die Oberliga (1. Liga) auf.                                                                                |
| 1954/55           | TEV Miesbach        | EV Landshut    | I I    | Miesbach verzichtet auf sein Aufstiegsrecht, Weßling bleibt Oberligist.                                                                              |
| 1953/54           | EV Rosenheim        | ESV Kaufbeuren | I I    | Rosenheim (Dt. Zweitliga-Vizemeister), Weßling gewinnt Relegation und bleibt Oberligist.                                                             |
| 1952/53           | SC Weßling          |                | I I    | Weßling steigt in die Oberliga (1. Liga) auf. |
| 1951/52           | TEV Miesbach        | EV Landshut    | I I    | Miesbach verliert die Relegation gegen den Oberligisten EV Rosenheim und steigt nicht auf                                                            |
| 1950/51           | EV Rosenheim        | EV Landshut    | I I    | Rosenheim gewinnt Relegation gegen Tegernsee (OL) und steigt in die erstklassige Oberliga auf.                                                       |
| 1949/50           | EC Bad Tölz         | EV Landshut    | I I    | Bad Tölz steigt in die erstklassige Oberliga auf. |
| 1948/49           | EV Tegernsee        | EV Landshut    | I I    | Der EV Tegernsee (Süddt. Meister) steigt in die Oberliga (1. Liga) auf.                                                                              |